# یواس‌اس پیتو (اس‌اس-۲۶۵)
یواس‌اس پیتو (اس‌اس-۲۶۵) (به انگلیسی: USS Peto (SS-265)) یک زیردریایی بود که طول آن ۳۱۱ فوت ۹ اینچ (۹۵٫۰۲ متر) بود. این زیردریایی در سال ۱۹۴۲ ساخته شد.